# NGC 3236
NGC 3236 (również PGC 30711) – galaktyka eliptyczna (E?), znajdująca się w gwiazdozbiorze Wielkiej Niedźwiedzicy. Odkrył ją John Herschel 25 marca 1832 roku. Jest to galaktyka z aktywnym jądrem typu LINER.